# Phlogotettix
Phlogotettix  (лат.) — род цикадок из отряда полужесткокрылых. 

## Описание
Цикадки размером 4-6 мм. Стройные, с тупоугольно-закругленно выступающей головой и закругленным переходом лица в темя. 1 буровато-жёлтый вид. 
- Phlogotettix cyclops (Mulsant & Rey, 1855) — Южная Палеарктика.